# Media Player Classic
Media Player Classic is een mediaspeler die lijkt op de oude lichtgewicht versie van Windows Media Player 6.4 en wordt op ook dezelfde manier bediend, maar de inhoud van deze mediaspeler is geheel anders. De mediaspeler heeft vele van de mogelijkheden waarvan een gemiddelde gebruiker verwacht dat die in een moderne mediaspeler zouden zitten.
De eerste versie van Media Player Classic (6.4.5.1) is gemaakt in mei 2003 en werd onderhouden door een programmeur die Gabest heet. Gabest had Media Player Classic eerst als closed-source-programma ontwikkeld, maar later heeft hij het omgezet in open source. Media Player Classic wordt verspreid onder de GPL. Media Player Classic heeft zijn eigen SourceForge project, genaamd "Guliverkli".
Gabest is gestopt met het ontwikkelen van Media Player Classic. In het kader van twee andere projecten zijn mensen bezig nieuwe functies toe te voegen aan Media Player Classic.
Deze twee projecten zijn:
- Media Player Classic Home Cinema,
- Media Player Classic.

De Home Cinema versie richt zich meer op media center pc's en is beter geschikt voor Windows Vista en diens opvolgers, omdat deze versie EVR-rendering ondersteunt. De andere versie is een verbeterde versie van de "oude" versie.
De ontwikkelaar heeft aangegeven dat de allerlaatste versie Media Player Classic Home Cinema versie 1.7.13 (uitgekomen op 16 juli 2017) zal zijn. Een onafhankelijke ontwikkelaar blijft echter nieuwe versies uitbrengen.
Daarnaast bestaat er ook nog Media Player Classic - Black Edition. De huidige versie daarvan is 1.5.4 (status december 2019).